# Kalbiderna
Kalbiderna var en arabisk muslimska dynasti som regerade emiratet Sicilien mellan 948 och 1053.
Kalbiderna härstammade från den arabiska stammen Banu Kalb i Ifriqiya, som länge tjänstgjort som ämbetsmän. År 909 besegrades Aghlabidererna av fatimiderna, som även övertog Sicilien, som aghlabiderna hade styrt sedan 827. År 948 utnämnde fatimiderna, som själva var bosatta i Egypten, kalbidernas huvudman Al-Hasan ibn Ali al-Kalbi som ärftlig ståthållare eller emir på Sicilien. Därefter regerade kalbiderna i praktiken Sicilien som en självständig monarki, som till namnet var vasall till det fatimidiska Egypten. Kalbiderna bedrev en aggressiv islamiseringspolitik på Scilien. 
År 1053 avsattes den sista kalbidiska emiren och en grupp aristokrater tog över styret i en islamisk republik, som regerade till 1072. I praktiken upplöstes emiratet Sicilien efter 1053 och splittrades i en rad lokala små islamiska småstater som en efter en erövrades av normanderna. De normandiska erövringen av Sicilien pågick från 1061 och 1091 och avslutades med att hela Sicilien låg under det normandiska grevskapet Sicilien.